# Polarkreis 18
Polarkreis 18 é um grupo de música pop de Dresden, Alemanha. Seu nome original era Jack of All Trades.